# میگل مونتیرو
لویس میگل بریتو گارسیا مونتیرو (پرتغالی: Luís Miguel Brito Garcia Monteiro؛ زادهٔ ۴ ژانویهٔ ۱۹۸۰) بازیکن فوتبال پیشین اهل پرتغال است.
وی همچنین در تیم ملی فوتبال پرتغال بازی کرده‌است.

## افتخارات

### باشگاهی
بنفیکا
- لیگ برتر فوتبال پرتغال: ۰۵–۲۰۰۴
- جام حذفی فوتبال پرتغال: ۰۴–۲۰۰۳
- سوپر جام فوتبال پرتغال: ۲۰۰۵

والنسیا
- کوپا دل ری: ۰۸–۲۰۰۷

### ملی
پرتغال
- جام ملت‌های اروپا: نایب قهرمان ۲۰۰۴